# Liste der Stolpersteine in Hülsede
In der Liste der Stolpersteine in Hülsede werden die vorhandenen Gedenksteine aufgeführt, die im Rahmen des Projektes Stolpersteine des Künstlers Gunter Demnig bisher in Hülsede verlegt worden sind.

## Verlegte Stolpersteine
| Adresse                          | Name           | Inschrift                                                                                       | Verlegedatum  | Bild                                                     | Anmerkung                                   |
| -------------------------------- | -------------- | ----------------------------------------------------------------------------------------------- | ------------- | -------------------------------------------------------- | ------------------------------------------- |
| St. Aegidienstraße 17 (Standort) | Adolf Levy     | Hier wohnte Adolf Levy Jg. 1875 ‘Schutzhaft’ 1938 Sachsenhausen ermordet 23.9.1938              | 23. Juli 2012 | Stolperstein Hülsede St Aegidienstraße 17 Adolf Levy     | geboren am 20. März 1875 in Pohle           |
| St. Aegidienstraße 17 (Standort) | Elisabeth Levy | Hier wohnte Elisabeth Levy geb. Löwenstein Jg. 1876 deportiert 1942 ermordet im Ghetto Warschau | 23. Juli 2012 | Stolperstein Hülsede St Aegidienstraße 17 Elisabeth Levy | geboren am 19. November 1876 in Steinbergen |